# Samuel Röthlisberger
Samuel Röthlisberger (* 15. August 1996 in Solothurn) ist ein Schweizer Handballspieler, der aktuell beim TVB Stuttgart unter Vertrag steht. Seine Körpergröße beträgt 1,98 m.

## Karriere

### Im Verein
In der Jugend spielte Röthlisberger für den Handballverein Herzogenbuchsee. 2011 wechselte er zum BSV Bern Muri. Mit der U-19-Mannschaft des BSV gewann Röthlisberger 2014 die Schweizer Meisterschaft. Ab der Saison 2013/14 wurde er beim BSV auch in der Nationalliga A der Swiss Handball League eingesetzt. In der Saison 2014/15 spielte Röthlisberger mit dem BSV im EHF-Pokal. Zur Saison 2017/18 wechselte Röthlisberger zum deutschen Bundesligisten TVB 1898 Stuttgart. Sein erstes Spiel in der Bundesliga bestritt er am 24. August 2017 gegen die MT Melsungen.

### In Auswahlmannschaften
Röthlisberger durchlief sämtliche Jugendnationalmannschaften in der Schweiz. 2014 nahm Röthlisberger mit der Schweiz an der U-18-Europameisterschaft teil. Röthlisberger nahm ebenfalls 2014 mit der Schweiz an der U-20-Europameisterschaft teil. Mit einem dritten Platz in der Vorrundengruppe B schied die Schweiz aus. 2016 nahm Röthlisberger mit der Schweiz erneut an der U-20-Europameisterschaft teil. Die Schweiz belegte den 9. Platz. Röthlisberger nahm mit der Schweiz an der Qualifikation für die U-21-Weltmeisterschaft 2015 teil. Die Schweiz scheiterte in der Qualifikation.
Am 11. Juni 2016 bestritt Röthlisberger gegen die Slowakei sein erstes Länderspiel in der Schweizer Nationalmannschaft. Insgesamt hat er 91 Länderspiele bestritten. Er wurde in der Qualifikation zur Europameisterschaft 2018 eingesetzt. Mit der Schweiz nahm er an der Europameisterschaft 2020 teil und belegte den 16. Platz. An der Weltmeisterschaft 2025 warf er zwei Tore in sechs Spielen und erreichte mit der Auswahl den 11. Platz.
Röthlisberger bekleidet die Position eines linken Rückraumspielers, wird aber auch als Kreisläufer eingesetzt. Zudem gilt er als Abwehrspezialist.

## Persönliches
Röthlisberger hat das Gymnasium Hofwil, eine Swiss Olympic Partner School, besucht.
Röthlisberger hat zwei jüngere Geschwister, eine Schwester und einen Bruder.